# ورقة 1000 ين
ورقة 1,000 ين هي أدنى قيمة حاليًا الأوراق النقدية ين أصدرت أول مرة منذ عام 1945، وهي مستخدمة منذ ذلك الوقت باستثناء فترة وجيزة بين عامي 1946 و1950 أثناء احتلال الحلفاء لليابان. 1,000 ين الحالية هي من السلسلة الخامسة (السلسلة E) وهي الأصغر بين الأوراق النقدية الثلاثة الشائعة. وضعت ميزات أمنية لمكافحة التزييف في أحدث الأوراق النقدية. على الرغم من أن الأوراق النقدية القديمة لم تعد تصدر، إلا أنها تظل عملة قانونية.

## الإصدارات

### السلسلة 甲
أصدرت أول ورقة نقدية بقيمة 1000 ين في 17 أغسطس 1945. في ذلك الوقت كانت تصنف سلاسل الأوراق النقدية على النحو التالي甲، 乙، 丙، 丁 ‏ بدلا من تصنيف A، B، C، D، E. بلغت أبعادها 172 × 100 ملم وقت على وجه العملة صورة للأمير الأسطوري ياماتو تاكيرو وضريح شنتو تاكيبي تايشا. سحبت العملة في عام 1954.

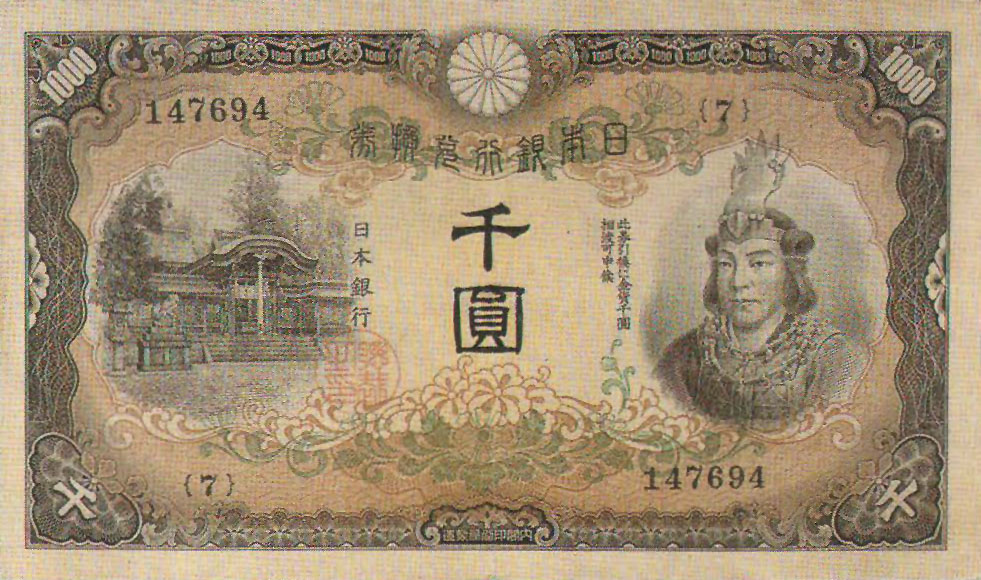
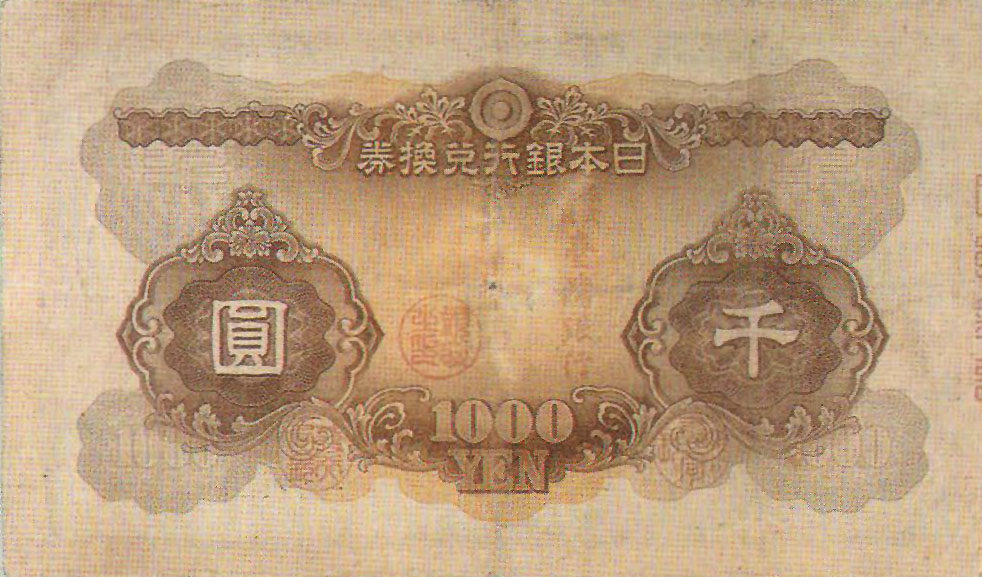

### السلسلة A
خطط إصدار السلسلة A في عام 1946 ولكن لم تصدر مطلقًا بالإضافة إلى الأوراق النقدية الأخرى المخطط لها.

### السلسلة B
أبعاد ورقة السلسلة B النقدية هي هي 164×76 ملم وطرحت الورقة في 1 يوليو 1950. يظهر على الوجه الأمير شوتوكو تايشي السياسي في عهد الإمبراطورة سويكو، وعلى الظهر صورة يوميدونو (حرفيًا قاعة الأحلام) في معبد هوريو-جي البوذي الواقع في محافظة نار. سحبت الورقة في في 4 يناير 1965.

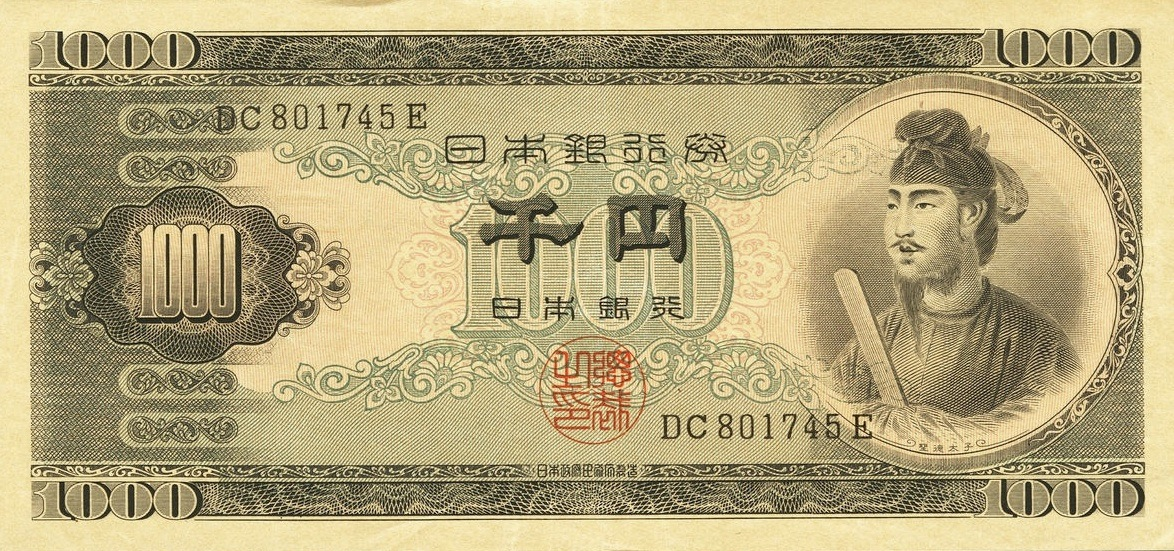
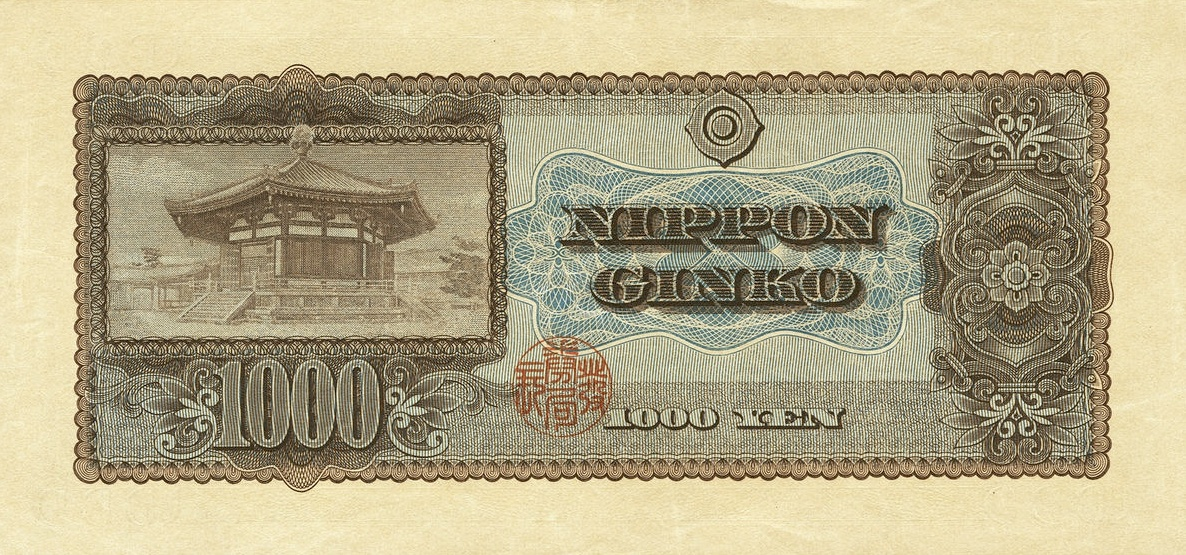

### السلسلة C
مثل سابقتها ابعاد الورقة من السلسلة C هي 164×76 مم. طرحت الورقة في 1 نوفمبر 1963. يظهر على الوجه إيتو هيروبومي أول رئيس وزراء لليابان الذي كان في عهد الإمبراطور ميجي. وعلى الظهر صورة مقر بنك اليابان. أصدر الرقم التسلسلي للمجموعة بلونين مختلفين: الأسود (من عام 1963) والأزرق (من عام 1976). سحبت الورقة في 4 يناير 1986.

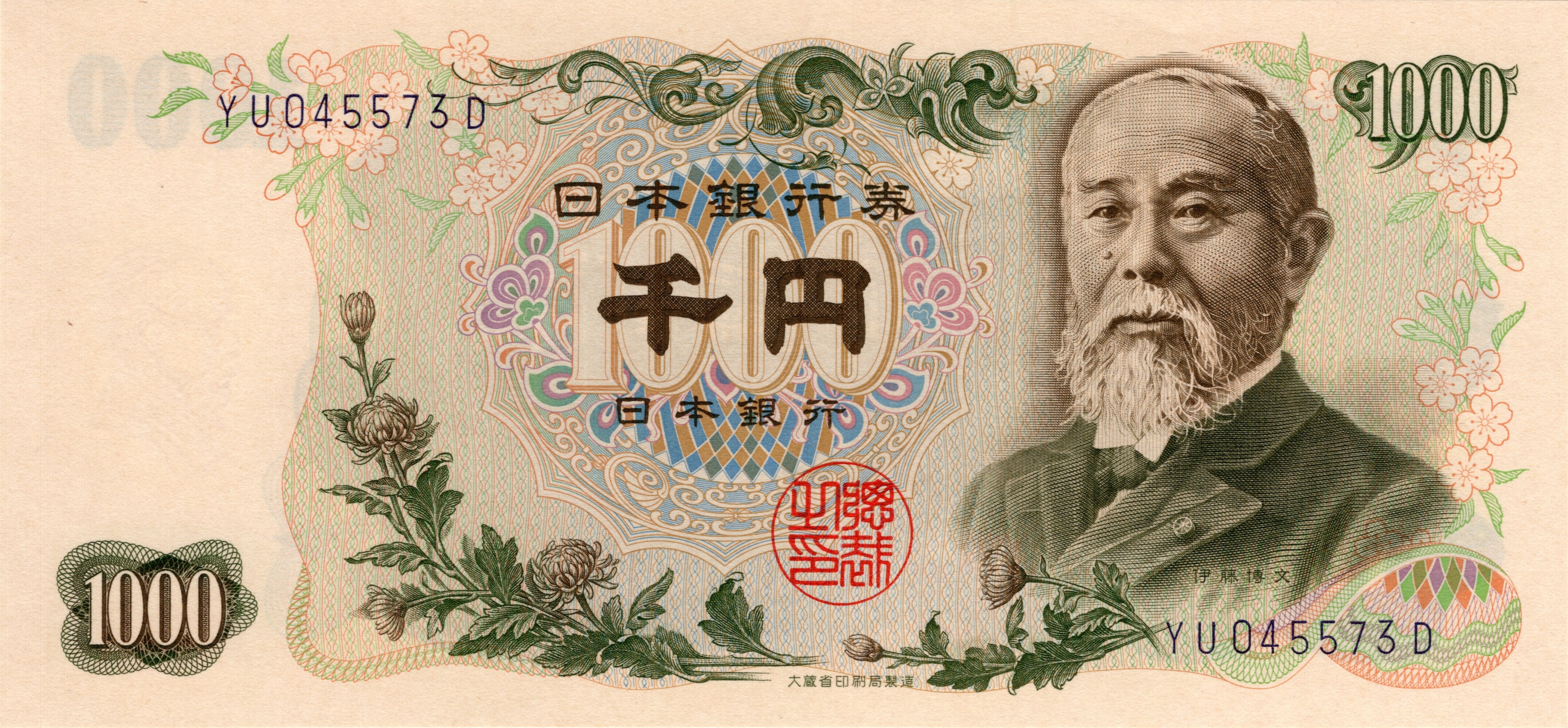
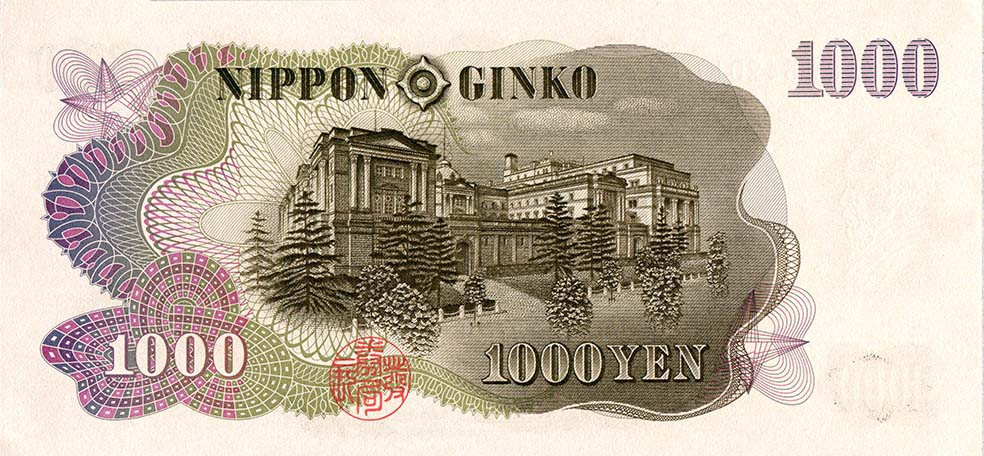

### السلسلة D
حجم الورقة النقدية من السلسلة D، هي 150×76 ملم. طرحت الورقة في 1 نوفمبر 1984. يظهر على الوجه صورة الروائي ناتسومي سوسيكي من فترة مييجي، وعلى الظهر زوجان من الكركي الياباني. أصدر الرقم التسلسلي للمجموعة بأربعة ألوان مختلفة: الأسود (من عام 1984)، والأزرق (من عام 1990)، والبني (من عام 1993)، والأخضر (من عام 2000). مع طرح السلسلة E للتداول في عام 2004 سحبت السلسلة D من التداول في 2 أبريل 2007.

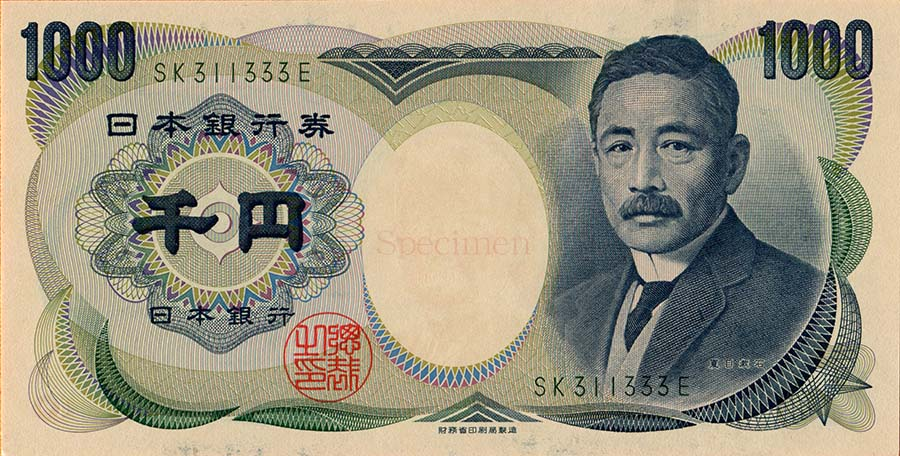
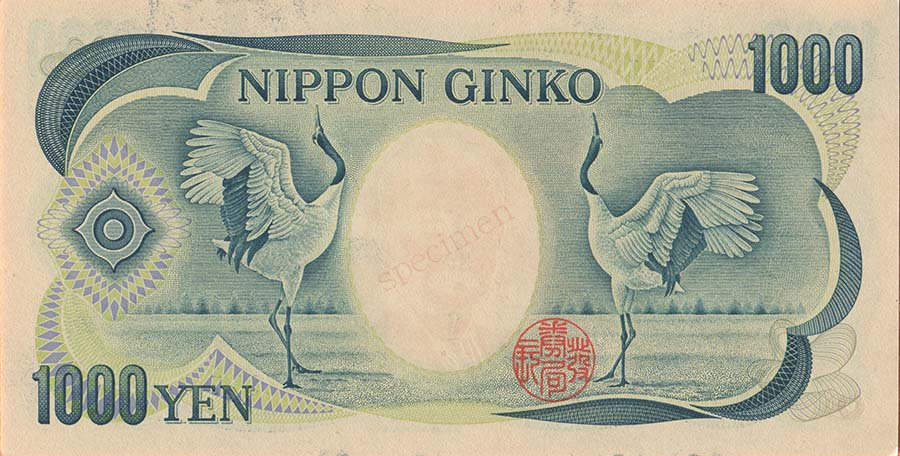

### السلسلة E
السلسلة الخامسة (السلسلة E) متداولة حاليًا وهي الأصغر بين الأوراق النقدية الثلاثة الشائعة، أبعادها 150×76 ملم. على الوجه صورة الطبيب هيدو نوغوتشي، وعلى الظهر جبل فوجي وأزهار كرز، من صورة التقطها كويو أوكادا. أصدرت لأول مرة في 1 نوفمبر 2004. وضعت ميزات أمنية لمكافحة التزييف في أحدث الأوراق النقدية. وهي تشمل الطباعة الغائرة، والصور المجسمة، والطباعة الدقيقة، والحبر المضىء، والعلامات المائية.

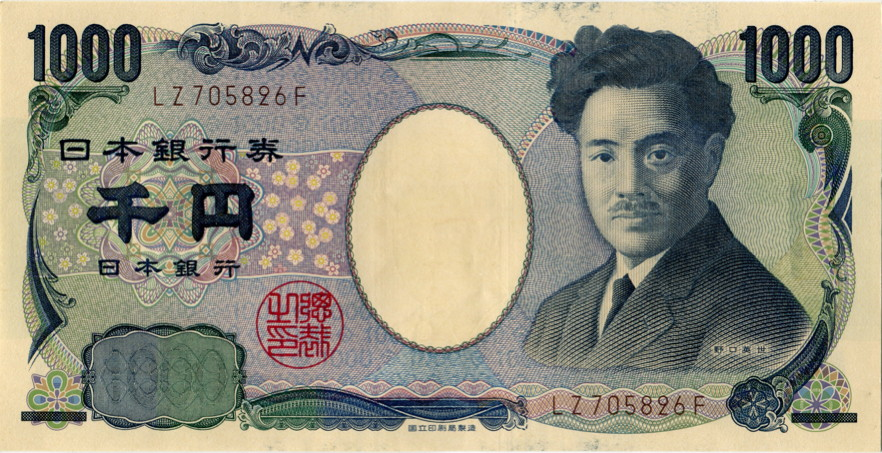
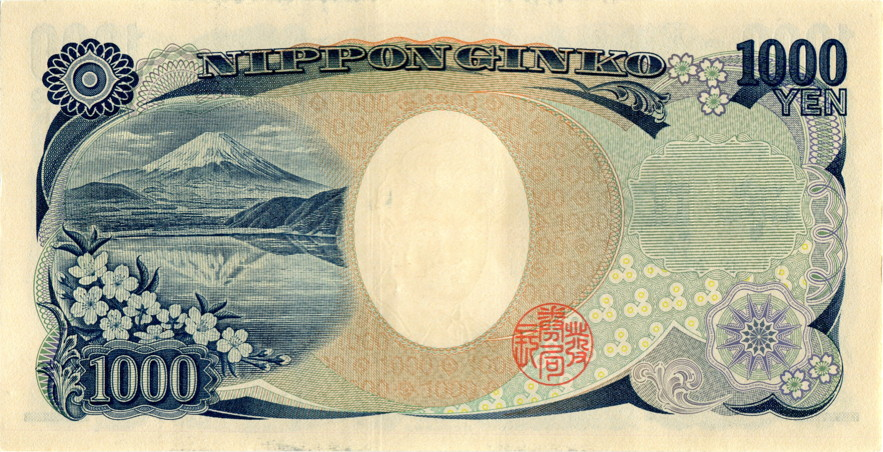

### السلسلة F
أعلن وزير المالية تارو أسو في 9 أبريل 2019 عن تصميمات جديدة للأوراق النقدية من فئة 1000 ين و5000 ين و10000 ين ستطرح للتدوال من 3 يوليو 2024. سيظهر على ورقة وجه ورقة 1000 ين كيتاساتو شيباسابورو وعلى الظهر الموجة الكبيرة في كاناغاوا.

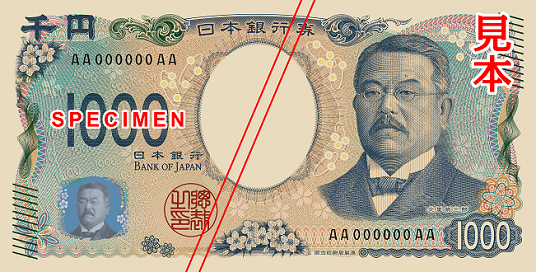
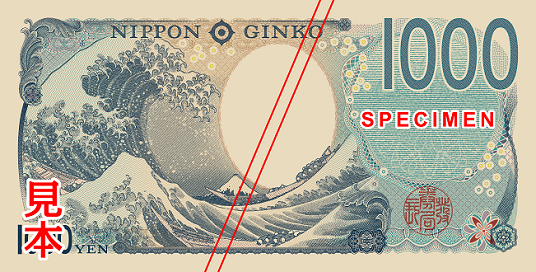